# Anna Archipowa
Anna Walerjewna Archipowa (ros. Анна Валерьевна Архипова; ur. 27 lipca 1973 w Stawropolu) – rosyjska koszykarka występująca na pozycji rozgrywającej, reprezentantka kraju, multimedalistka międzynarodowych imprez koszykarskich, po zakończeniu kariery zawodniczej trenerka koszykarska oraz działaczka sportowa.

## Osiągnięcia
Na podstawie, o ile nie zaznaczono inaczej.
Drużynowe
- Mistrzyni:
  - Euroligi (2003)[3]
  - Rosji (2001, 2003)
  - Polski (2000)
- Wicemistrzyni Rosji (1997, 2004)
- Brąz mistrzostw:
  - ZSRR (1989, 1990)
  - Rosji (1994, 1996)
- 3. miejsce w Lidze Światowej FIBA (2003)[4]

### Reprezentacja
Seniorska
- Mistrzyni Europy (2003)[5]
- Wicemistrzyni:
  - świata (2002)[6]
  - Europy (2001)[7]
- Brązowa medalistka olimpijska (2004)[8]
- Uczestniczka:
  - igrzysk olimpijskich (2000 – 6. miejsce, 2004)[9][10][11][12]
  - mistrzostw Europy (1997 – 6. miejsce, 2001, 2003)[13]
  - kwalifikacji do Eurobasketu (2001, 2003)

Młodzieżowe
- Mistrzyni Europy U–18 (1992)[14]
- Wicemistrzyni świata U–19 (1993)[15]

### Trenerskie
Asystentka
- Mistrzostwo:
  - Euroligi (2007–2010)
  - EuroCup (2006)
  - Rosji (2007, 2008)
- Wicemistrzostwo
  - Euroligi (2011)
  - Rosji (2009–2013)
- Finał Pucharu Rosji, (2009, 2010, 2013, 2015)